# Bruguera Equip
El Bruguera Equip es el nombre dado al equipo de dibujantes y guionistas de historietas contratados por Editorial Bruguera durante los años 70 y 80, para realizar historietas de los personajes de Francisco Ibáñez (principalmente de Mortadelo y Filemón), sin consentimiento del autor, ya que los personajes estaban registrados a nombre de la editorial y no de Ibáñez. Oficialmente, el nombre de Bruguera Equip surge a partir de 1985 cuando Ibáñez abandonó Bruguera para ir a publicar a la Editorial Grijalbo, perdiendo durante un tiempo los derechos de sus personajes. Desapareció en 1988 cuando Ibáñez firmó un contrato con el Grupo Zeta, editorial que compró los derechos de Bruguera.

## Creación
El director artístico de la editorial, Rafael González Martínez, fue el encargado de crear un equipo capaz de dibujar todas las páginas de Mortadelo que fueran necesarias, por razones comerciales. Se creó un estudio dirigido por Blas Sanchis Bonet donde se contrataba a todo el que supiera dibujar y entintar. Los dibujantes cobraban un sueldo fijo al que se añadían 500 pesetas más extra por cada página a lápiz y 1000 si era a lápiz y tinta. Este equipo se empezó a llamar oficialmente Bruguera Equip a raíz de la marcha de Ibáñez de Bruguera.

## Guionistas
Bruguera no pagaba derechos de autor a sus empleados y se erigía en propietaria de cualquier personaje creado por sus historietistas. De todas formas a la editorial no le interesaba mucho que se supiera que Ibáñez no era el autor de todas las historietas de Mortadelo y Filemón. Curiosamente, a pesar de que los dibujantes "apócrifos" nunca aparecían acreditados, sí se incluía el nombre de algunos de los guionistas. De todas formas, muchos de ellos han quedado en el anonimato. Algunos de los guionistas que sí aparecieron acreditados fueron:
- Jesús de Cos: Empezó a trabajar en Bruguera en 1976, tras presentarse en su sede como respuesta a una oferta laboral publicada en "La Vanguardia".[3] Al respecto de su entrada en Bruguera declara: "yo tenía 19 años y era estudiante. En las demandas de empleo de La Vanguardia leí un anuncio: “¿Quiere ganar dinero trabajando en casa? Necesitamos guionistas de cómic”. Me presenté en la entonces sede de Bruguera, en la calle Camps y Fabrés, y me hicieron una prueba que consistía en escribir un guion de dos páginas de “Pepe Gotera y Otilio” a partir de un guion de muestra. Hice la prueba, al cabo de unos días me llamaron y fui a ver a Sanchis, el jefe de estudio. Me dio unos consejos: pensar en las expectativas del lector, dejar “lo del aumento del precio” para más adelante. Pero no tuve que rehacer el guion de prueba y Sanchís me encargó más guiones. Al precio sin aumento, claro. Para mi sorpresa, me habían aceptado."[4] Entre las historietas largas cuyo guion escribió se encuentran: En el país del Petrodólar, Que viene el fisco, A la caza del Chotta, La secta del Zum-Bhao, La médium Paquita y La historia del dinero.
- Jaume Ribera: Recién comenzados los estudios de Periodismo, con sólo 18 años, empezó a trabajar para los tebeos de la Editorial Bruguera, llegando a hacer guiones de "prácticamente todos los personajes de la casa",[5] firmando también historietas de El botones Sacarino y Mortadelo y Filemón.
- Francisco Pérez Navarro: Se inició en Bruguera a principios de los 70 y realizó historietas de Sacarino y Mortadelo y Filemón.
- Juan Martínez Osete: Empezó como entintador de Pepsicola presenta a Pepsiman para Tío Vivo. Más tarde realizó páginas publicitarias donde se promocionaban los cromos de Mortadelo y Filemón: El medallón robado que se incluían en los chicles Dunkin. Ascendido a dibujante de plantilla en 1975, llegó a producir unos cien páginas de Mortadelo y Filemón y colaboró con decenas de dibujantes del Bruguera Equip. También realizó historietas de Pepe Gotera y Otilio como la larga El castillo de los Pelhamcudy.[2]
- Sagasty: Fue jefe del estudio gráfico (aspecto de las revistas) de Bruguera. Participó en el álbum de cromos de los detectives en 1971 y realizó numerosas portadas para las revistas Súper Pulgarcito o Súper Mortadelo y los recopilatorios de Colección Olé o Súper Humor.[6]
- Miguel Ratera: Empezó en Bruguera en 1979, con 19 años, escribiendo y dibujando Mortadelos apócrifos.
- Ramón María Casanyes: Uno de los mejores imitadores de Ibáñez y, al mismo tiempo, uno de los artistas más reconocibles, Ramón María Casanyes empezó su trayectoria profesional en la editorial Bruguera, donde entró a trabajar con 21 años, en 1975.[7] Allí trabajaba realizando páginas anónimas de Mortadelo y Filemón, en el equipo de Blas Sanchis Bonet.[7][8] Creó multitud de historietas cortas (siempre acreditado solo como guionista, a pesar de realizarlas íntegramente) y las siguientes historietas largas para la revista Mortadelo: Las criaturas de cera vivientes, El caso de los párvulos y La amenaza.

## Tras el cierre de Bruguera
A finales de 1986 el Grupo Zeta compra Bruguera, pasando a formar parte de Ediciones B. El director de la nueva línea de publicaciones, Miguel Pellicer, encargó más material a los trabajadores del Bruguera Equip, ahora llamado Equipo B. Ibáñez demandó a Asensio, director del Grupo Zeta, por publicar a sus personajes sin pagarle.

## Fin del Bruguera Equip
A principios de 1988, Ibáñez llegó a un acuerdo con el Grupo Zeta y el Bruguera Equip se disolvió definitivamente. La última aventura del Bruguera Equip, interrumpida en la página 32 por el cierre de la editorial, fue El Mundial de México con guion de Jesús de Cos. Las páginas realizadas fueron empaquetadas y almacenadas en los archivos de Ediciones B y los fotolitos se destruyeron para evitar su reedición. La única historieta larga que pareció salvarse de la "quema" fue El caso de los párvulos de Casanyes, que se sigue editando en el número 38 de la Colección Olé actual. Otras historietas cortas del mismo autor también han sobrevivido en la nueva colección como El antepasado, Henchidos de gloria, El botijo de la T.I.A. o El Can-bal, así como muchas que dibujó de Rompetechos.
Para celebrar la recuperación del control de sus personajes Ibáñez dibujó en la portada del n.º 49 de la revista Mortadelo a dicho personaje disfrazado de Tejero y en ella se decía que Mortadelo y Filemón habían vuelto "de la mano y el lápiz del papi Ibáñez". A pesar de esto, los estudiosos de la obra del autor consideran que en esta época intervinieron otras manos en el dibujo de las historietas, aunque Ibáñez siempre ha negado cualquier participación ajena, más allá del entintado, una vez clausurado el Bruguera Equip.

## Títulos
- En el país del Petrodólar
- La amenaza
- La historia del dinero (1980)
- Las criaturas de cera vivientes (1982)
- El caso de los párvulos (1982)
- El crecepelo infalible (1985)
- El Mundial de México (1985)
- A la caza del Chotta (1985)
- La secta del Zum-Bhao (1985)
- Que viene el fisco (1985)
- Simón "el escurridizo" (1986)
- El profesor Probeta contraataca (1986)
- La médium Paquita (1987)
- El rayo transmutador (1987)
- La banda de Matt'usalén (1987)
- El lavador de cerebros (1987)
- La maldición gitana (1989)
- El profeta Jeremías (1989)
- El rescate botarate (1990)